# Bulbophyllum linearilabium
Bulbophyllum linearilabium là một loài phong lan thuộc chi Bulbophyllum.